# Flamen Quirinalis

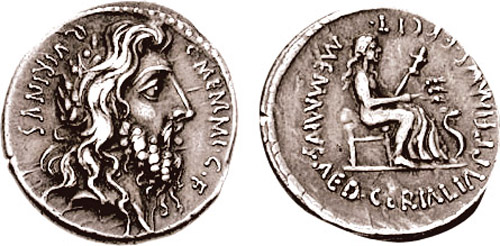
Denario del año 54 a. C. expedido por Cayo Memmio y en cuyo reverso se observa la imagen de Quirino sedente.

El flamen Quirinalis era el sacerdote del dios Quirino dentro de la religión romana y formaba parte de los tres flamines mayores junto con el flamen Dialis y el flamen Martialis. Tito Livio afirma que estos cargos fueron creados por Numa Pompilio entre los siglos VIII y VII a. C, y eran esenciales dentro de la estructura religiosa de Roma.

## 1. Funciones
El flamen Quirinalis presidía cuatro fiestas diferentes: las Quirinalia, del 16 al 17 de febrero, la Robigalia, celebrada el 25 de abril, las Consualia, el 21 de agosto y el 15 de diciembre y la Larentalia, el último día de las Saturnales. A pesar de no contar con mucha información acerca de este flamen, parece, según las fuentes, que sus competencias eran la guerra y la fertilidad, ya que la Robigalia y las Consualia giraban en torno al campo, su buen estado y su cultivo. Era una institución muy cercana a la de las vestales, participando en varias fiestas junto a ellas a lo largo de la historia.
En época arcaica ocupaba el cuarto lugar dentro de la jerarquía sacerdotal, precedido en el tercer puesto por el flamen Martialis, el flamen Dialis en el segundo, y en el primer lugar el Rex. Pertenecía al colegio sacerdotal más importante, el colegio de los pontífices.

## 2. Fiestas

### Quirinalia
Se conmemoraba en esta fiesta la divinización de Rómulo, uno de los fundadores de Roma y que adoptó el nombre de Quirino tras su apoteosis. Según Ovidio era una festividad agrícola y militar, dos características que representaban a la Roma arcaica de Rómulo. También recibía el nombre de “Fiesta de los tontos” (stultorum feriae).

### Robigalia
En esta festividad el rito del flamen consistía en quemar en una pira las entrañas de un perro y una oveja para alejar a Robrigo de los cultivos y que, durante ese año, no los infectara con plagas o moho, atributos a los que se le asocia.

### Consualia
En esta fiesta el flamen Quirinalis y varias vestales llevaban a cabo los ritos dedicados al dios Conso, así como a Marte y a los Lares. En ocasiones también presidía esta festividad el flamen Martialis, divinidad a la que también estaba consagrada.

### Larentalia
El flamen de Quirino era el encargado de encabezar esta festividad ya que estaba dedicada a Acca Larentia, nodriza de Rómulo y Remo.

## 3. Lista de flamines Quirinalis
- Servio Cornelio, fallecido en el cargo en el 453 a. C.[8]

- Marco Emilio Regilo, muerto en el cargo en el 205 a. C. Quizás fue un sacerdote de Marte y no de Quirino, en cuyo caso estaríamos ante un error de Livio al denominarle flamen Quirinalis.[9]

- Quinto Fabio Píctor (no confundir con el analista Quinto Fabio Píctor). Ocupó el cargo en el 189 a. C.[10]
- Sexto Julio César. Primo del dictador Julio César, ejerció el sacerdocio en el 58 a. C.

## 4. Ambigüedad entre el flamen Quirinalis y el flamen Martialis
Existe cierta dificultad al intentar distinguir estos dos sacerdotes. Ambos formaban parte de ritos relacionados con la agricultura y la fertilidad de los campos, y participaban (no de forma simultánea) en fiestas como las Consualia, donde además de honrar a la fertilidad en los campos, también se veneraba a Marte. Puesto que la naturaleza de Quirino y Marte como dioses es similar, es probable que ambos sacerdocios estuvieran muy relacionados entre sí y que se pudieran llegar a confundir.

## 5. Curiosidades
Según Livio, durante la guerra contra Veyes (V- IV a. C.) el flamen Quirinalis y varias vírgenes vestales, mientras huían de la ciudad, decidieron esconder parte de los objetos sagrados bajo la capilla próxima a la casa del flamen para poder huir sin tanto peso encima. Desde entonces se prohibió escupir en la capilla, ya que se convirtió en un lugar honorable por lo sucedido ese día.
El flamen Quirinalis tenía la potestad para acudir e intervenir en el senado, pero no podía sentarse en él ya que era un privilegio reservado al flamen Dialis. Tampoco podía llevar siempre la toga praetexta, otra distinción entre todos los demás sacerdotes y el flamen Dialis, que sí debía llevarla de forma permanente.

## 6. Bibliografía
- Smith, W. (1842): Dictionary of Greek and Roman Antiquities, London, Walton and Maberly.
- Delgado Delgado, J. A. (2000): Sacerdocios y sacerdotes de la antigüedad clásica, Madrid, Ediciones del Orto.
- Schullard, H. H. (1981): Festivals and Ceremonies of the Roman Republic, London, Thames and Hudson.
- Titio Livio (2023): Ab urbe condita I-III, Villar Vidal, J.A. (trad.), Madrid, Gredos.
- Titio Livio (2023): Ab urbe condita IV-VII, Villar Vidal, J.A. (trad.), Madrid, Gredos.
- Titio Livio (2023): Ab urbe condita XXI-XV, Villar Vidal, J.A. (trad.), Madrid, Gredos.
- Titio Livio (2023): Ab urbe condita XXXVI-XL, Villar Vidal, J.A. (trad.), Madrid, Gredos.
- Ovidio (2011): Fastos, Segura Ramos, B. (trad.), Madrid, Gredos.
- Warde Fowler, W. (1899): The Roman Festivals of the Period of the Republic, London, Macmillan.

## 7. Referencias
1. ↑  Delgado Delgado, José Antonio (2000). «Catálogo sistemático de los sacerdotes y sacerdotisas públicos de Roma».  En Ediciones del Orto, ed. Sacerdocios y sacerdotes de la antigüedad clásica. España: Ediciones del Orto. p. 38. ISBN 84-7923-237-4. Consultado el 20 de abril de 2024.
2. ↑  Livio, Tito (2023). «I.XX».  En Gredos, ed. Historia de Roma desde su fundación. I-III (en españa). España: Gredos. ISBN 9788424940553. Consultado el 20 de abril de 2024.
3. ↑  Nasón, Ovidio (2011). «La fiesta de Quirino». Fastos (II). España: Gredos. p. 80. ISBN 978-84-249-1917-7.
4. ↑  Nasón, Ovidio (2011). «El Tizón: «Robigalia»». Fastos (IV). España: Gredos. p. 166. ISBN 978-84-249-1917-7.
5. ↑  Scullard, Howard Hayes (1981).  Cornell University Press, ed. Festivals and Ceremonies of the Roman Republic (en inglés). Londres: Thames and Hudson. p. 209. ISBN 9780801414022. Consultado el 22 de abril de 2024.
6. ↑  Warde Fowler, William (1899). «vii KAL. MART. (FEB. 23.) JP.». The Roman Festivals of the Period of the Republic (en inglés). Londres: Macmillan. p. 324. Consultado el 22-4-24.
7. ↑  Delgado Delgado, José Antonio (2000). «Texto 23». Sacerdocios y sacerdotes de la antigüedad clásica. España: Ediciones del Orto. p. 67. ISBN 84-7923-237-4. Consultado el 20-4-24.
8. ↑  Livio, Tito (2026). «III.XXXII». Historia de Roma desde su fundación. Libros I-III. España: Gredos. ISBN 9788424940553. Consultado el 23-4-24.
9. ↑  Livio, Tito (2016). «XXIV.VIII». Historia de Roma desde su fundación. XXI-XV. España: Gredos. ISBN 9788424932091. Consultado el 24-4-24.
10. ↑  Livio, Tito (2016). «XXXVII.LI». Historia de Roma desde su fundación. XXXVI-XL. España: Gredos. ISBN 9788424932190. Consultado el 24-4-24.
11. ↑  Warde Fowler, William (1899). «xin KAL. MART. (Feb. 17). M>.». The Roman Festivals of the Period of the Republic (en inglés). Londres: Macmillan. p. 323. Consultado el 22-4-24.
12. ↑  Livio, Tito (2016). «V.XL». Historia de Roma desde su fundación. IV-VII. España: Gredos. ISBN 9788424931841. Consultado el 24-4-24.
13. ↑  Delgado Delgado, Jose Antonio (2000). «Derechos, privilegios, insignia y dotación de los sacerdotes».  En Ediciones del Orto, ed. Sacerdocios y sacerdotes de la antigüedad clásica. España: 20-4-24. p. 36. ISBN 84-7923-237-4.

- Datos: Q2480693